# Theodor Meidl
Theodor Meidl (* 7. Januar 1891 in Wien; † 10. März 1969 ebenda) war ein österreichischer Verlagsleiter und Autor. Er wurde als „Simmeringer Arbeiterdichter“ bekannt. 
Der Dichter arbeitete als Buchdrucker und war seit 1919 in der Druck- und Verlagsanstalt Vorwärts tätig. Meidl, der in vielfältigen Funktionen in der Gewerkschaft und bei den Arbeitersängern tätig war, arbeitete zuletzt als technischer Direktor des Vorwärts-Verlages und war Obmann des traditionsreichen Chores der Buchdrucker „Freie Typographia“ und Bundesvorsitzender des Arbeitersängerbundes.
Einige seiner Gedichte wurden auch vertont, wie zum Beispiel „Arbeiters Hände“ von Karl Schager, dem Chorleiter der Arbeitersänger.
Ihm zu Ehren wurde 1971 in seinem Heimatbezirk Simmering die Meidlgasse benannt.